# Památník Petra Bezruče (Opava)
Památník Petra Bezruče, nazývaný také Socha Petra Bezruče, je exteriérový památník a kulturní památka ve Dvořákových sadech v části Město v Opavě v okrese Opava. Nachází se v pohoří Opavská pahorkatina v Moravskoslezském kraji a v Horním Slezsku.

## Další informace
Památník Petra Bezruče vytvořil autorský kolektiv Jaroslava Lukešová-Kýnová (1920–2007, hlavní autor), Vladimír Kýn (1923–2004) a Jan Benetka (*1932). Hlavním investorem díla byl Městský národní výbor Opava a pomník byl slavnostně odhalen 16. září 1967. Pomník, který se skládá z jedné bronzové sochy básníka, národního umělce a opavského rodáka Petra Bezruče (1867–1958 ) a 4 kamenů, byl vytvořen u příležitosti oslav 100. výročí narození básníka. Básník je znázorněn jako sedící na žulovém podstavci/soklu a jeho levice se opírá o sokl, pravice volně spočívá v klíně a přes ramena má přehozený krátký kabát. Sedm hrubě opracovaných žulových kamenů u sochy je opatřeno texty a motivy symbolizující některé ze známých básní Bezručovy sbírky Slezské písně (Čtveřice nalevo od sochy: 1. Maryčka Magdonová se symbolem srdce, 2. Ostrava se symbolem ruky s kladivem, 3. Labutinka, 4. Opava s motivem městského znaku Opavy. Trojice vpravo: 1. Jen jedenkrát + květ, 2. Já s rukou sevřenou v pěst, 3. 70 000 + znak města Těšína.). Místo je celoročně volně přístupné.
| Výška sochy památníku   | 2,50 m                                                                             |
| Šířka sochy památníku   | 1,20 m                                                                             |
| Hloubka sochy památníku | 1,60 m                                                                             |
| Další rozměry památníku | 7 kamenných kvádrů, které jsou součástí pomníku, mají rozměry 2,60 × 0,80 × 0,32 m |

Kolem památníku také vede trasa naučná stezka Městskými parky Opavy.

## Galerie

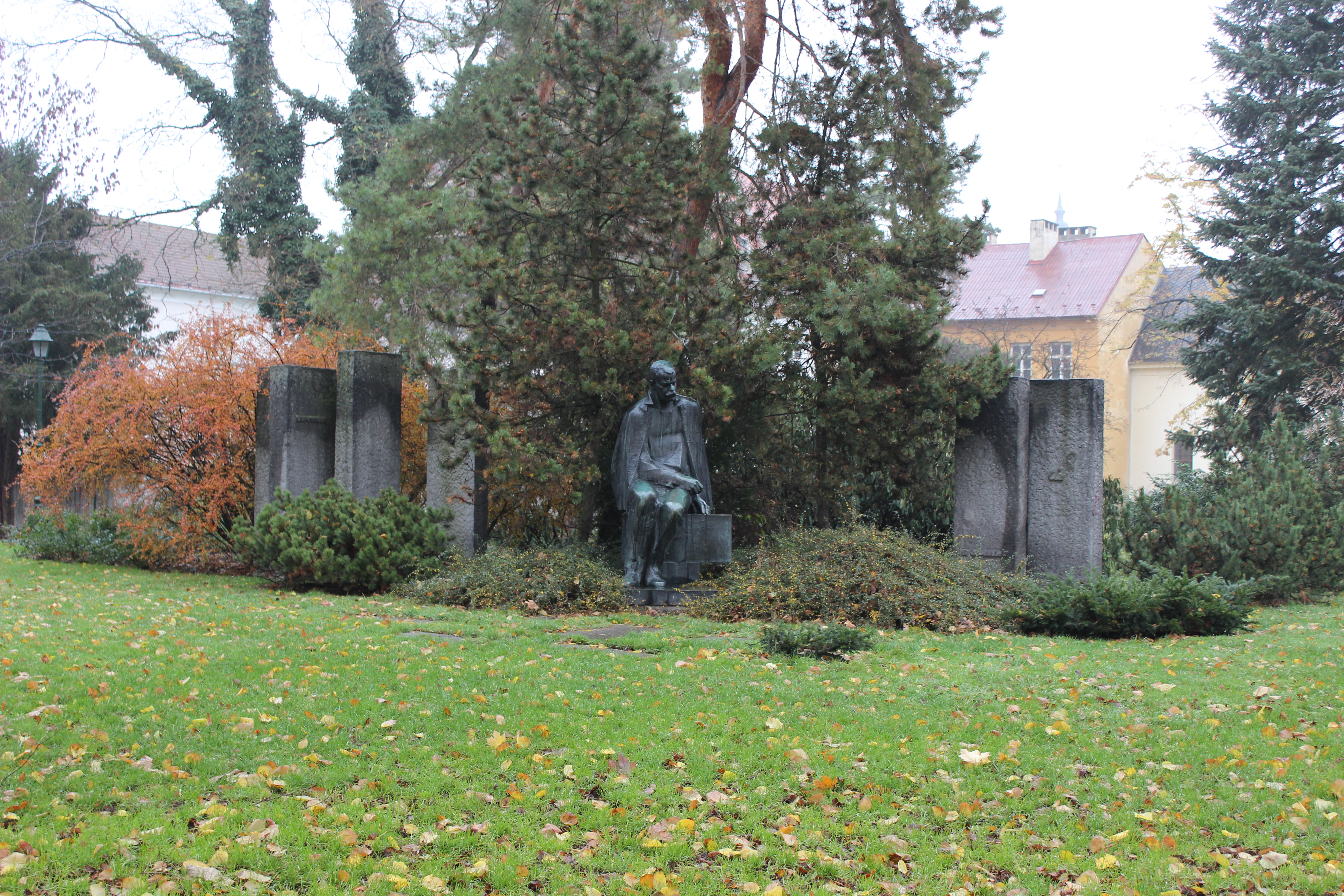
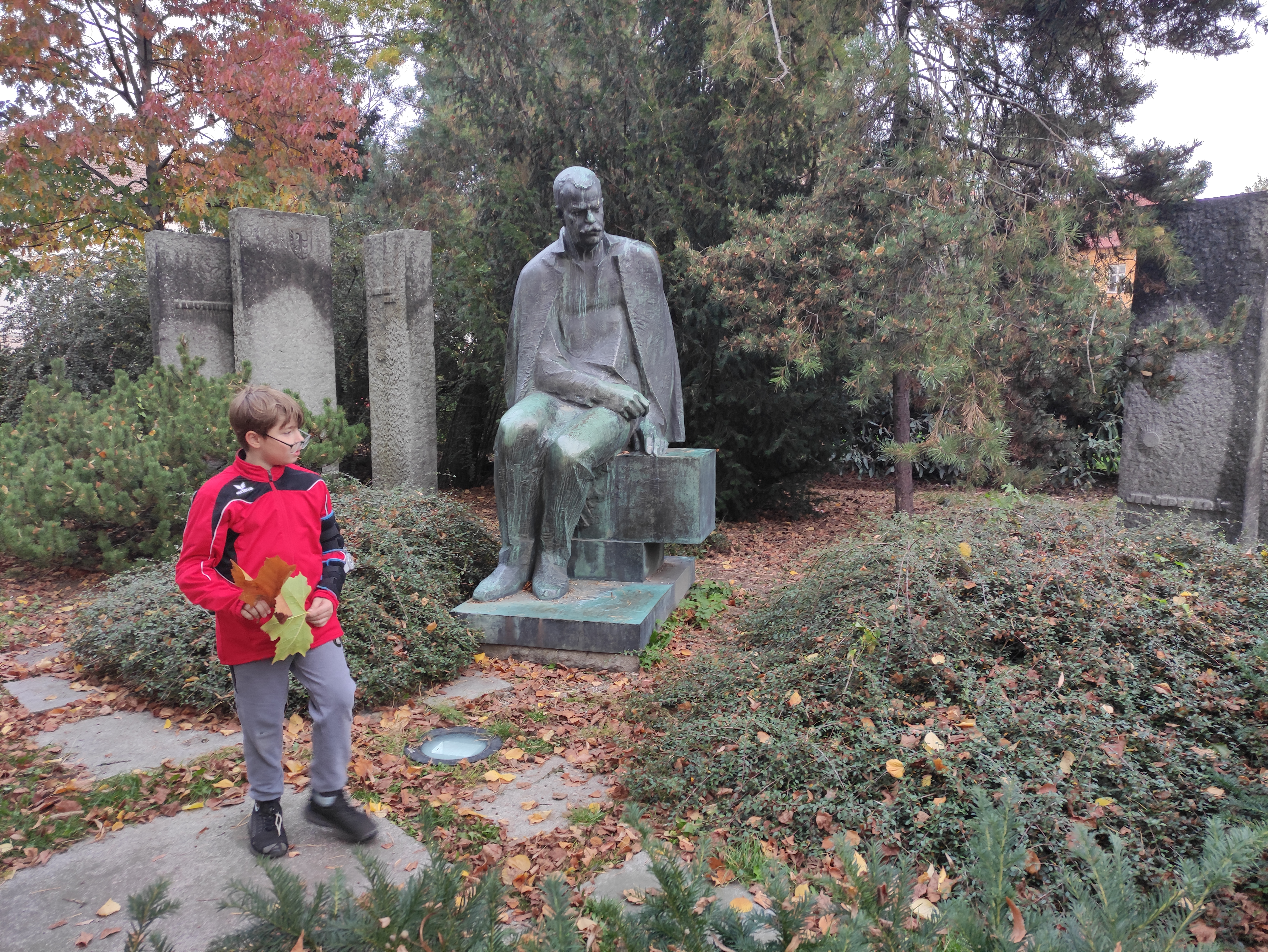
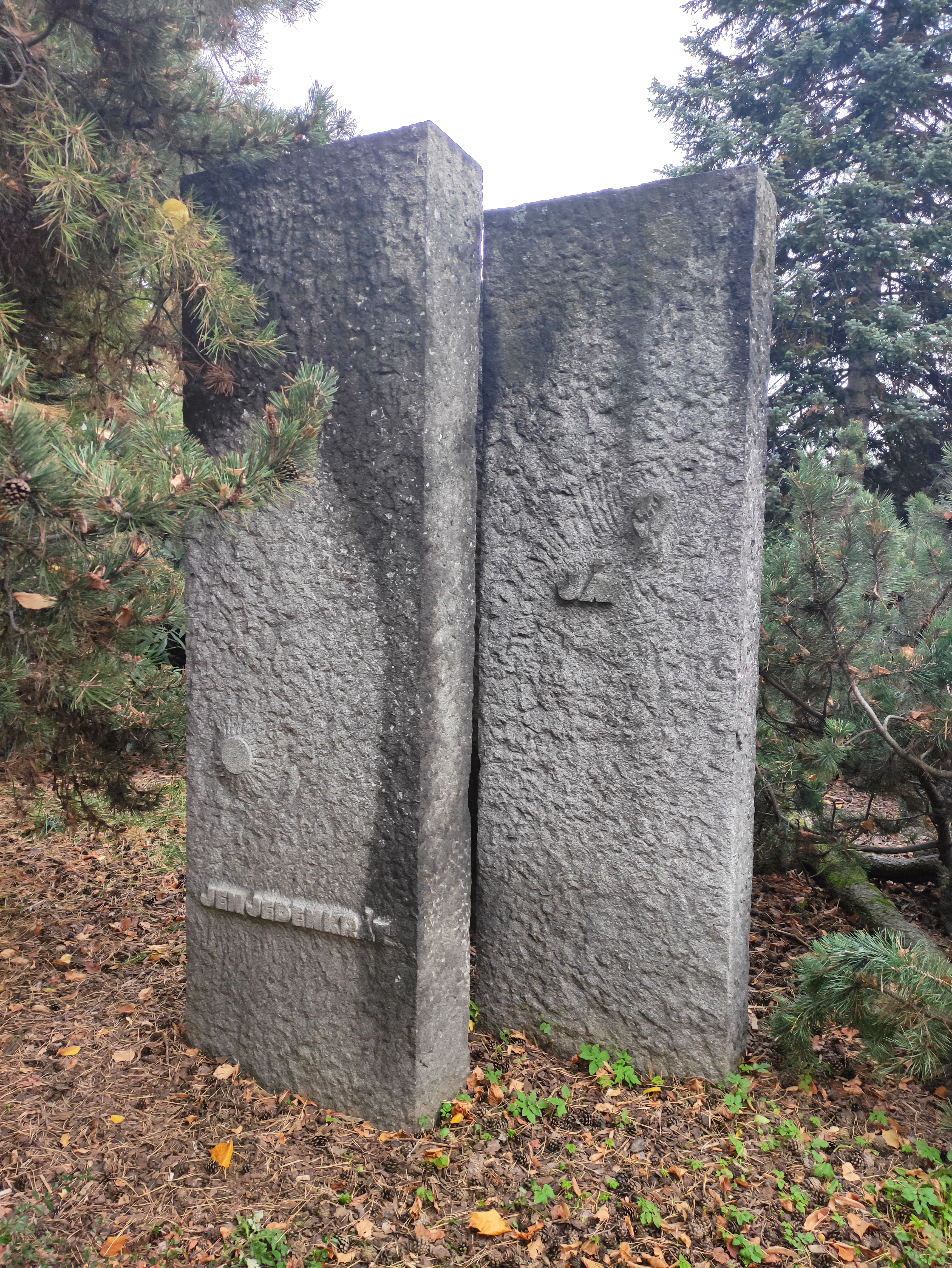
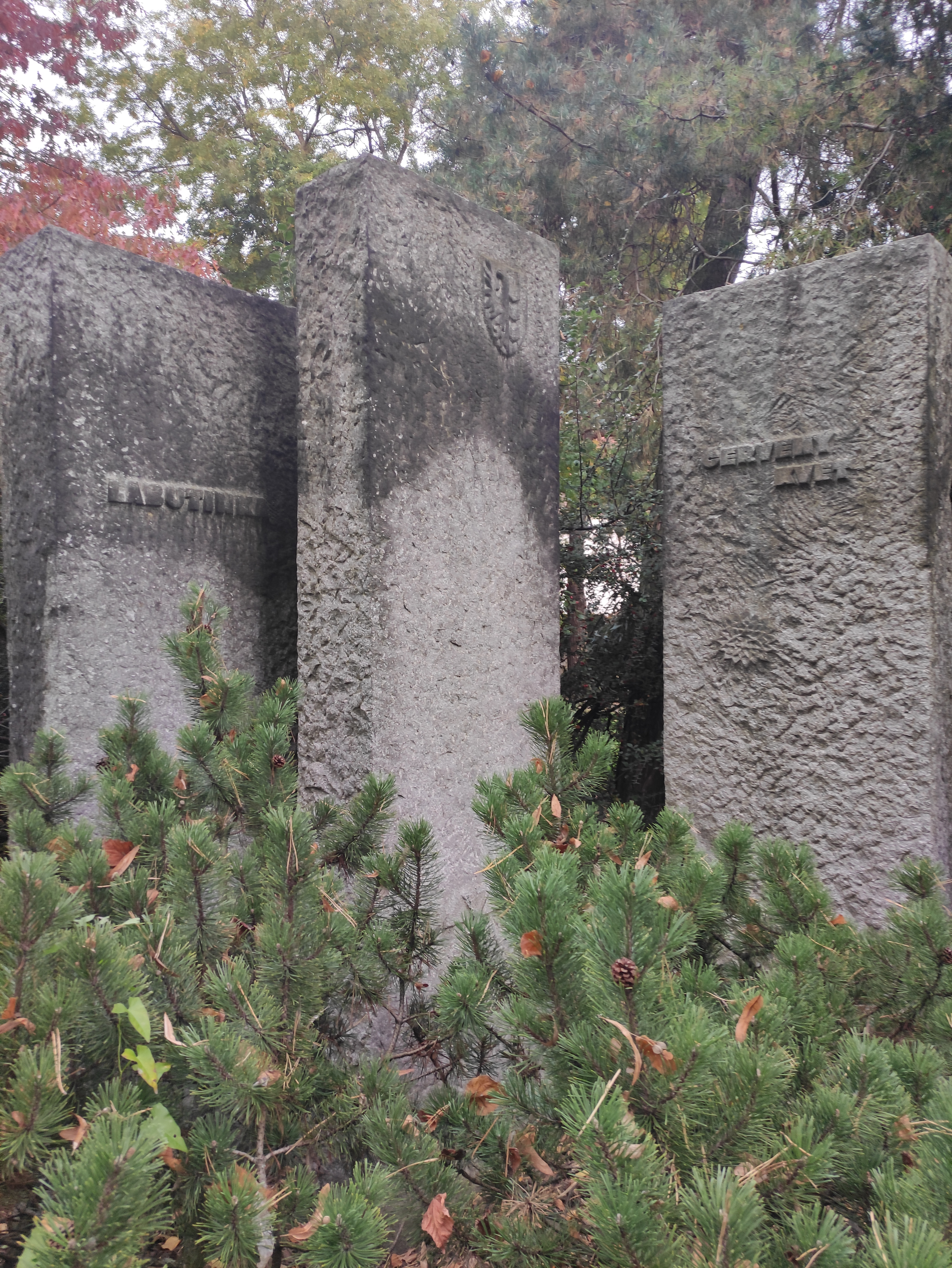